# 尤里卡鎮區 (明尼蘇達州達科他縣)
尤里卡鎮區（英語：Eureka Township）是位於美國明尼蘇達州達科他縣的一個行政鎮區。

## 地方資料
尤里卡鎮區的面積為92.40平方千米，當中陸地面積為90.51平方千米，而水域面積為1.89平方千米。根據2020年美國人口普查的數據，當地共有人口1373人，而人口密度為每平方千米14.86人。